# Ігнатенко Ігор Павлович
І́гор Па́влович Ігна́тенко (нар. 17 листопада 1963 — 12 квітня 2019) — старший сержант Збройних сил України, учасник російсько-української війни.

## Життєпис
Народився 1963 року в місті Каменськ-Шахтинський (Ростовська область, РРФСР). Мешкав у місті Василівка (Запорізька область). Його батько — росіянин, мама — українка; 1992-го Ігор переїхав в Україну та набув громадянства. Займався фермерством, засновник і керівник Фермерського господарства «Кош». З 1992 року брав участь у відродженні традицій запорізького козацтва; курінний отаман Великолузького куреня Василівського району. У 2000-х роках був керівником Василівської міської організації політичної партії «Вперед, Україно!».
Активний учасник Революції Гідності. Пішов на фронт з Майдану — до батальйону НГУ «Донбас». З 2015 року служив у 37-му батальйоні «Запоріжжя». У червні 2018-го перейшов до 93-ї бригади; старший сержант, номер обслуги гранатометного взводу. Воював у Пісках, за Станицю Луганську, Гранітне, біля Авдіївки та шахти «Бутівка-Донецька».
12 квітня 2019 року надвечір противник відкрив вогонь з великокаліберних кулеметів та стрілецької зброї по ВОП позиції шахта «Бутівка» — з одночасним висуванням групи піхоти. Українські захисники заблокували терористів за кількасот метрів від своїх позицій; противник застосував міномети калібру 82 мм, близько 17:15 внаслідок вибуху однієї з мін старший сержант Ігор Ігнатенко зазнав поранень, не сумісних з життям.
18 квітня 2019-го похований у Василівці; уздовж шляху прямування поховального кортежу чергували василівчани з національними прапорами.
Без Ігоря лишилися дружина та двоє дорослих синів.

## Нагороди та вшанування
- Указом Президента України № 469/2019 від 27 червня 2019 року за «особисту мужність і самовіддані дії, виявлені у захисті державного суверенітету та територіальної цілісності України» — нагороджений орденом «За мужність» III ступеня (посмертно)[3]